# Pristoceuthophilus unispinosus
Pristoceuthophilus unispinosus är en insektsart som först beskrevs av Brunner von Wattenwyl 1888.  Pristoceuthophilus unispinosus ingår i släktet Pristoceuthophilus och familjen grottvårtbitare. Inga underarter finns listade i Catalogue of Life.